# Gara Zoltán
Gara Zoltán (eredeti neve: Guttmann Zoltán) (Budapest, 1901. június 6. – Zürich, 1969. május 27.) magyar építész, színházi díszlettervező.

## Életpályája
Szülei: Guttmann Fülöp és Hirschmann Rita voltak. Tanulmányait Budapesten és Bécsben végezte el. 1923-tól Málnai Béla műtermében asszisztensként dolgozott. Több fővárosi színháznak készített díszletterveket. 1933–1945 között a Belvárosi Színháznak volt állandó tervezője. 1945–1957 között a Madách Színháznak tervezett. 1957–1969 között Zürichben élt építészként. 1956 után a magyar színházi élettől teljesen megvált, csak alkalmanként tervezett díszleteket.

### Munkássága
Sokat foglalkoztatták különböző fővárosi zenés színházak, kisszínházak (vidám színpadok, kabarék) is, mindezek során sokat tett a szórakoztató színházak szcenikai-szcenográfiai színvonalának emeléséért. Szilárd szerkezetű színpadi térépítkezés, a darabok stílusa, környezete, kora iránti nagyfokú érzékenység és berendezési készség volt jellemző tervezőművészetére.
Túlélte a holokausztot.

## Színházi díszlettervei
- Zerkovitz Béla: Eltörött a hegedűm (1928)
- Kemény Egon: Kikelet utca 3. (1929)
- Emőd Tamás: Fizessen nagysád (1932)
- Meller Rózsi: Vallomás (1935)
- Molnár Ferenc: A cukrászné (1935)
- Gáspár Miklós: Mindennek ára van (1936)
- Eisemann Mihály: Meseáruház (1936)
- Shaw: Az ördög cimborája (1936)
- Bókay János: Megvédtem egy asszonyt (1936)
- Scribe: Egy pohár víz (1937, 1954)
- Molnár Ferenc: Liliom.  Egy csirkefogó élete és halála (1937)
- Hicks: Az örökifjú (1937)
- Shaw: Barbara őrnagy (1937)
- Priestley: A Conway család (1938, 1946)
- Éri-Halász Imre: Örökké? (1938)
- Meller Rózsi: Egy bála rizs (1947)
- Mándi Éva: Vetés (1948)
- Tabi László: Végállomás, kiszállni! (1949)
- Fehér Klára: Idézés bűnügyben (1949)
- Szofronov: Moszkvai jellem (1949)
- Mándi Éva: Hétköznapok hősei (1949)
- Offenbach: Gerolsteini nagyhercegnő (1950)
- Földes Mihály: Mélyszántás (1950)
- Mágori Erzsébet: Diplomaták (1950)
- Burjakovszkij: Üzenet az élőknek (1951)
- Gyárfás Miklós: Hatszáz új lakás (1951)
- Bródy Tamás: Palotaszálló (1951)
- Urbán Ernő: Gál Anna diadala (1951)
- Hunyady József: Bányászbecsület (1951)
- Csiky Gergely: A kaviár (1951)
- Tolsztoj: Ki vagytok értékelve (1951)
- Dunajevszkij: Szabad szél (1951)
- Osztrovszkij: Farkasok és bárányok (1951, 1956)
- Kellér Andor: Tessék hozzászólni (1952)
- Sarkadi Imre: Út a tanyákról (1952)
- Szurov: Hajnal Moszkva felett (1952)
- Lope de Vega: A hős falu (1952)
- Nádasi László: Pesti tüskék (1953)
- Benedek András: A körtvélyesi csíny (1953)
- William Shakespeare: Rómeó és Júlia (1953)
- Nádasi László: Nem a tükör görbe (1953)
- Iszajev: Nem magánügy (1953)
- Hubay Miklós: Egy magyar nyár (1954)
- Karinthy Frigyes: Hogy volt! (1954)
- Csehov: Három nővér (1954)
- Heltai Jenő: Hol szorít a cipő? (1954)
- Shaw: Caesar és Cleopatra (1955)
- Fényes Szabolcs: Szerencsés flótás (1955)
- Ilf-Petrov: Tavaszi ügyek (1955)
- Karinthy Frigyes: Könnyű pesti sértés (1955)
- Hubay Miklós: István napja (1955)
- Pogogyin: A Kreml toronyórája (1955)
- Csizmarek Mátyás: Bukfenc (1955)
- Gorkij: Éjjeli menedékhely (1956)
- Victor Hugo: Királyasszony lovagja (1956)
- Molnár Ferenc: Ibolya (1956)
- Csanak Béla: Torkig vagyok a szerelemmel (1956)
- Shaw: Sose lehet tudni (1956)
- Móricz Zsigmond: Sári bíró (1956)
- Molnár Ferenc: A doktor úr (1957)